# Jürg Stäuble
Jürg Stäuble (* 1. Februar 1948 in Wohlen) ist ein Schweizer Künstler.

## Leben
Jürg Stäuble wuchs als Kind in der Gemeinde Wohlen im Kanton Aargau auf, wo er auch seine Schulzeit verbrachte. Sein Vater war Lehrer und selbst auch an Kunst interessiert. Mit seiner Familie besuchte Stäuble Ateliers und Kunstausstellungen. Von 1964 bis 1967 besuchte er das Gymnasium und Internat Kloster Disentis. Das erste Mal äußerte sich der Wunsch, Künstler zu werden während seiner Zeit im Internat. Nach dem Internat wollte Stäuble Künstler werden, seine Eltern hingegen machten ihm klar, er bräuchte zuerst eine Ausbildung. Daher absolvierte er zwischen 1967 und 1970 die Primarlehrerausbildung in Wohlen. Während dieser Zeit begann Stäuble mit der Ölmalerei und experimentierte mit Materialien. Daraufhin wollte Stäuble als freischaffender Künstler arbeiten. Seine Eltern ermöglichten ihm eine Ausbildung zum Zeichnungslehrer an der Kunstgewerbeschule Basel, die er 1970 begann. Seine eigenen Arbeiten weckten an der Schule kein großes Interesse. Daraufhin bewarb er sich um das Eidgenössische Kunststipendium und das Kiefer Hablitzel Stipendium. Beide Stipendien gewann er mit seinen persönlichen Arbeiten. 1972 brach er seine Ausbildung zugunsten freier künstlerischer Tätigkeit ab. Ein Canada Council Grant ermöglichte ihm 1973 bis 1974 einen Auslandsaufenthalt in Kanada. 1975 bis 1976 erhielt er ein Atelierstipendium an der Cité internationale des Arts in Paris. 1977 folgte eine Reise durch Nord- und Zentralamerika.
Von 1988 bis 2000 war er Leiter der Bildhauerfachklasse an der Schule für Gestaltung Basel, welche er entscheidend mitprägte und welcher er auch im Übergang zur Fachhochschule und Hochschule für Gestaltung und Kunst als Dozent und später als Professor treu blieb.
Stäuble ist seit 1992 mit der Künstlerin Maya Rikli verheiratet. Sie haben einen gemeinsamen Sohn, welcher auch künstlerisch tätig ist.
Jürg Stäuble befasst sich seit den 1970er Jahren intensiv mit räumlichen Fragestellungen. Nach anfänglichen malerischen Arbeiten folgten Arbeiten im Umfeld von Land Art und Konzeptkunst. Seine Kunstpraxis bewegte sich im Bereich des Minimalismus. Daraus entwickelte er unter Anwendung geometrischer Regeln Skulpturen, Installationen und Reliefs, welche ein Verhältnis zwischen rationaler Konstruktion und irrationaler Erscheinungsweise aufweisen. Am Anfang von jedem seiner Reliefs, jeder Skulptur, jeder Installation und jeder architektonischen Arbeit steht eine Konstruktionszeichnung.

## Förderungen & Auszeichnungen
- 1972/73/78 Eidgenössischer Preis für freie Kunst
- 1972/78 Kiefer Hablitzel Stipendium
- 1973 Canada Council for the Arts grant
- 1974 Prix de la Ville de Genève
- 1975 Stipendium der Stadt Basel
- 1976/79/85/05/17 Beiträge Aargauer Kuratorium
- 1992 Kunstpreis der Basler Zeitung
- 2000 Werkbeiträge UBS Stiftung
- 2015 BSA Preis (Bund Schweizer Architekten)

## Ausstellungen
- 1988 Filiale, Sousol, Basel
- 1992 Kunsthalle Winterthur
- 1992 Galerie Mark Müller, Zürich
- 1994 Aargauer Kunsthaus, Aarau
- 1995 Städtisches Museum Abteiberg, Mönchengladbach
- 1996 Galerie Mark Müller, Zürich
- 1997 Galerie Luciano Fasciati, Chur
- 1999 Galerie Mark Müller, Zürich
- 2000 Haus Bill, Zumikon
- 2000 Edition & Galerie Hoffmann, Friedberg
- 2001 Galerie Elisabeth Staffelbach mit Marianne Kuhn, Aarau
- 2002 Galerie Nicolas Krupp, Basel
- 2002 Galerie Mark Müller, Zürich
- 2003 Galerie Kloster Schönthal, Langenbruck
- 2004 Galerie Elisabeth Staffelbach, Aarau
- 2005 in-sight-out, Kunstkasten, Winterthur
- 2006 Galerie Mark Müller, Zürich
- 2007 Galerie Nicolas Krupp, Basel
- 2007 Galerie Elisabeth Staffelbach, mit Maya Rikli, Aarau
- 2008 Kunst Raum Riehen
- 2009 Galerie Mark Müller, Zürich
- 2013 Galerie Mark Müller, Zürich
- 2014 Galerie & Edition Hoffmann mit Susanne Lyner, Friedberg
- 2015 «Fries», Temporäre Installation, Im Rahmen des Ausstellungsprojekts «Seegang» der Thalwiler HofKunst
- 2017 «Jürg Stäuble, Mehr sein als System», Museum Haus Konstruktiv, Zürich
- 2018 Jürg Stäuble & Hannah Villiger, DER TANK, Institut Kunst HGK FHNW, Basel
- 2018 «face à face», temporäre Installation, Schlössli Wohlen
- 2019 Fundaziun Nairs, Scuol
- 2019 Galerie Mark Müller, Zürich
- 2020 Galerie Nicolas Krupp, Basel
- 2022 Vebikus Kunsthalle, Schaffhausen. Parallel mit Vincenco Baviera und Kilian Rüthemann
- 2022 Galerie Mark Müller, Zürich, mit Silvia Bächli, Franziska Furter, Eric Hattan, Edit Oderbolz, Maya Rikli